# 鄭道儒
鄭 道儒（てい どうじゅ、中国語: 鄭道儒; 拼音: Zhèng Dàorú; ウェード式: Cheng Tao-ju、1897年（清光緒23年） - 1977年（民国66年）3月26日）は、中華民国（台湾）の政治家。別号は達知。直隷省天津府天津県の人。

## 事績
1929年（民国18年）2月、甘粛省政府教育庁庁長に就任する。1931年（民国20年）12月、綏遠省政府委員となり、1934年（民国23年）11月、河北省政府委員に転じた。1936年（民国25年）8月、国民政府行政院秘書となり、翌年12月、貴州省政府主席に就任した呉鼎昌に随従して鄭道儒も貴州に向かい、同省政府秘書長に就任した。以後、呉が主席から退任した1945年（民国34年）1月まで、鄭は同職に在って呉を輔佐している。
貴州から国民政府中央に戻った鄭道儒は、行政院善後救済総署副署長に就任した。日中戦争（抗日戦争）終結後の1945年（民国34年）9月、鄭は吉林省政府主席に抜擢されたが、翌1946年（民国35年）6月に梁華盛が主席代行となり、10月に鄭は罷免された（後任は梁が就任）。国民政府文官処秘書と綏靖区政務委員会委員に改めて任ぜられ、その翌月には善後救済総署副署長に再任された。1948年（民国37年）末に華北剿匪総司令部秘書長に就任した。
国共内戦で中国国民党が敗退すると、鄭道儒は台湾に逃れる。1950年（民国39年）3月、経済部部長に昇進し、1952年（民国41年）4月まで在任した。経済部長退任後は外交部顧問に移っている。1977年（民国66年）3月26日、死去。享年81。